# Batalla de Popasna
La batalla de Popasna fue un enfrentamiento militar entre las Fuerzas Armadas de Rusia y las milicias de la autoproclamada R.P. de Lugansk contra las Fuerzas Armadas de Ucrania por la ciudad de Popasna en lo que quedaba del óblast de Lugansk aún bajo soberanía ucraniana. 
Comenzó el 18 de abril y finalizó el 7 de mayo de 2022 con la retirada de las tropas ucranianas y la captura de la ciudad por parte de las Fuerzas rusas. Debido a su altura y fortificaciones, era una ciudad estratégica importante para las fuerzas ucranianas, su captura significo un punto de inflexión en la ofensiva rusa del Dombás, convirtiéndose en el principal eje de avance ruso. 
La toma de la ciudad provocó una ruptura en las defensas ucranianas, permitiéndole a los rusos continuar su avance y posterior captura de las ciudades de Severodonetstk y Lisichansk.

## Antecedentes
Una ciudad de más de 22 000 habitantes, Popásnaya era un importante centro regional con numerosos cruces de carreteras clave para el avance ruso.

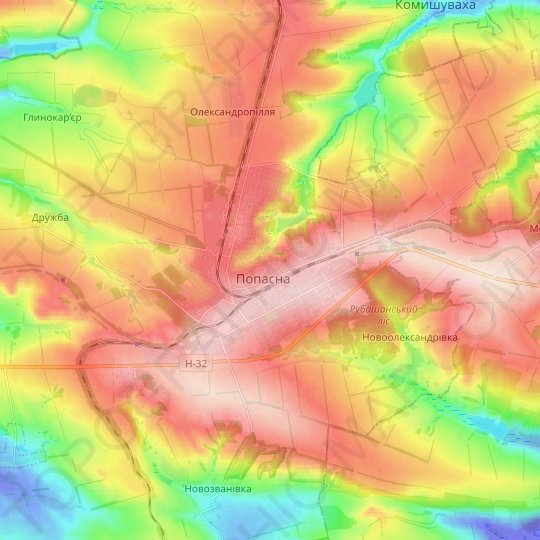
Mapa topográfico de Popasna

Popasna una ciudad con una media de 240 metros sobre el nivel del mar, siendo fortificada durante 8 años por las fuerzas ucranianas preparándose para una eventual ofensiva rusa, se convirtió en una de las principales fortalezas del Dombás. 

## Batalla
La lucha por la ciudad fuertemente fortificada de Popásnaya, óblast de Lugansk, comenzó el 18 de marzo de 2022. Las tropas de la RPL y las Fuerzas Armadas de Rusia avanzaron y capturaron Kremennaya el 18 de abril. Más tarde comenzaron a avanzar hacia Popásnaya y Rubézhnoye.
Las tropas rusas y de la RPL desarrollaron la ofensiva infligiendo primero ataques de artillería y ataques aéreos en las posiciones de las Fuerzas Armadas de Ucrania. Sin embargo, para el 18 de abril, según el Instituto para el Estudio de la Guerra, el ejército ruso no estaba progresando mucho.
El 21 de abril, Ucrania afirmó haber matado a lo que parecían ser 25 mercenarios rusos el día anterior en Popásnaya y sus alrededores.
El 22 de abril, el presidente de la Administración Regional de Lugansk, Serhiy Haidai, declaró que el ejército ruso había fracasado en Popásnaya y Rubézhnoye. Al mismo tiempo, Haidai dijo que las tropas rusas y de la RPL controlaban el 80% del territorio de Lugansk. Sin embargo, el 7 de mayo, la ciudad, devastada por los combates, fue capturada por las fuerzas mercenarias rusas de la compañía militar privada rusa Grupo Wagner. Los kadirovitas chechenos eran sospechosos de haber participado en la última fase de la batalla. Haidai confirmó que las tropas ucranianas se habían retirado.
El 8 de mayo, Haidai dijo inicialmente en su canal de Telegram que los rusos controlaban solo la mitad de la ciudad, pero más tarde admitió que las fuerzas ucranianas se habían retirado de Popásnaya. Las evaluaciones occidentales consideran que Popásnaya está totalmente bajo control ruso. Según la publicación RIA FAN, las fuerzas rusas y de la RPL establecieron una administración civil-militar rusa temporal de la ciudad y continuaron avanzando.